# Chełmianka Chełm
ChKS Chełmianka Chełm – polski klub piłkarski z siedzibą w Chełmie.

## Informacje ogólne
- Barwy klubu: biało-zielone
- Adres: ul. 1 Pułku Szwoleżerów 15, 22-100 Chełm
- Stadion: Stadion Miejski na 6000 miejsc (3280 siedzących – krzesełka zamontowane w 2002 i 2014 roku, sektor dla gości – 200 miejsc w tym 100 siedzących – zbudowany w 2014 roku)[2]
- Boisko: 100 × 69 m[2]

## Historia[3]
Klub powstał 20 sierpnia 1955 roku w wyniku konsolidacji kilku mniejszych klubów piłkarskich działających w Chełmie. Do 1992 r. oficjalnie nosił nazwę Robotniczy Klub Sportowy Chełmianka. Od 1959 r. klub korzystał ze stadionu im. PKWN (obecny Stadion Miejski).
W 1974 r. klub zaczął być oficjalnie sponsorowany przez nowo powstałe Chełmskie Zakłady Obuwia. Pomimo wzrostu nakładów finansowych piłkarzom Chełmianki nigdy jednak nie udało się zagrać wyżej niż w trzeciej lidze. W 1992 r. znajdujące się na skraju upadłości Zakłady Obuwia przestały finansować klub. Zespół wycofano z rozgrywek czwartej ligi a 13 lipca 1992 r. połączono go z klubem Straży Granicznej Gwardią Chełm w jeden klub o nazwie Granica. Mecze przeniesiono na stary stadion Gwardii przy ul. Lubelskiej, stadion miejski popadł w ruinę. Wkrótce Straż Graniczna przekazała klub miastu i do 1999 r. istniał oficjalnie jako Miejski Klub Sportowy Granica. Na wiosnę 1998 r. klub wrócił do rozgrywania zawodów na stadionie miejskim. Po sezonie 1998/1999 klub spadł z czwartej ligi. Wobec kłopotów finansowych zdecydowano się w miejsce Granicy utworzyć Chełmski Klub Sportowy. Pod taką nazwą zespół występował w piątej lidze do 2001 r. Po awansie do czwartej ligi klub wrócił do nazwy Chełmianka.

### Historia zmian nazw klubu[3]
| Lata obowiązywania            | Nazwa                                                  | Uwagi                                                                                            |
| ----------------------------- | ------------------------------------------------------ | ------------------------------------------------------------------------------------------------ |
| 1955 r. - 1957 r.             | Międzyzakładowy Klub Sportowy „Start” Chełm            |                                                                                                  |
| 1957 r. - 1960 r.             | Miejski Klub Sportowy „Chełmianka” Chełm               |                                                                                                  |
| 1960 r. - 1961 r.             | Spółdzielczy Klub Sportowy „Chełmianka” Chełm          |                                                                                                  |
| 1961 r. - 1969 r.             | Kolejowy Klub Sportowy „Chełmianka” Chełm              | Jesienią 1961 r. odbyła się fuzja z amatorskim klubem „Kolejarz” Chełm                           |
| 1969 r. - 1974 r.             | Klub Sportowy Federacji Budowlanych „Chełmianka” Chełm | Zmiana sponsora strategicznego                                                                   |
| 25.02.1974 r. - 02.04.1974 r. | LKS „Gryf” Chełm                                       | Fuzja „Chełmianki” z LKS „Gryf” Chełm w pionie federacji Budowlanych                             |
| 1974 r. - 1976 r.             | Robotniczo-Ludowy Klub Sportowy „Zjednoczeni” Chełm    |                                                                                                  |
| 1976 r. - 1992 r.             | Robotniczy Klub Sportowy „Chełmianka” Chełm            | Fuzja „Chełmianki” z RKS Rejowiec Fabryczny                                                      |
| 1992 r. - 1999 r.             | Miejski Klub Sportowy „Granica” Chełm                  | 18 marca 1992 „Chełmianka” wycofuje się z rozgrywek, 13 lipca 1992 r. fuzja z KS „Gwardia” Chełm |
| 1999 r. - 2000 r.             | „Chełmski Klub Sportowy” Chełm                         | Lato 1999 r. - rozwiązanie „Granicy”                                                             |
| od 2001 r.                    | Chełmski Klub Sportowy „Chełmianka” Chełm              |                                                                                                  |

### Historia meczów derbowych Chełmianka – Gwardia Chełm (rozgrywki ligowe)[3]
| Sezon     | Klasa                      | Gospodarz     | Gość          | Wynik     |
| --------- | -------------------------- | ------------- | ------------- | --------- |
| 1958      | okręgowa                   | Chełmianka    | Gwardia Chełm | 1:4 (1:0) |
| 1958      | okręgowa                   | Gwardia Chełm | Chełmianka    | 9:0 (5:0) |
| 1960      | A                          | Chełmianka    | Gwardia Chełm | 5:0 (2:0) |
| 1960      | A                          | Gwardia Chełm | Chełmianka    | 1:3 (1:2) |
| 1961/1962 | okręgowa                   | Chełmianka    | Gwardia Chełm | 2:1 (1:0) |
| 1961/1962 | okręgowa                   | Gwardia Chełm | Chełmianka    | 0:1       |
| 1984/1985 | międzyokręgowa             | Gwardia Chełm | Chełmianka    | 2:1       |
| 1984/1985 | międzyokręgowa             | Chełmianka    | Gwardia Chełm | 4:0       |
| 1985/1986 | międzyokręgowa             | Gwardia Chełm | Chełmianka    | 0:2       |
| 1985/1986 | międzyokręgowa             | Chełmianka    | Gwardia Chełm | 3:0       |
| 1987/1988 | III Liga – Gr. VII         | Gwardia Chełm | Chełmianka    | 0:1 (0:1) |
| 1987/1988 | III Liga – Gr. VII         | Chełmianka    | Gwardia Chełm | 2:1 (1:0) |
| 1989/1990 | międzywojewódzka           | Chełmianka    | Gwardia Chełm | 0:0       |
| 1989/1990 | międzywojewódzka           | Gwardia Chełm | Chełmianka    | 0:0       |
| 1991/1992 | okręgowa chełmsko-zamojska | Gwardia Chełm | Chełmianka    | 1:2       |

## Statystyki
| Sezon     | Rozgrywki ligowe                                              | Rozgrywki ligowe | Puchar Polski szczebel centralny |
| --------- | ------------------------------------------------------------- | ---------------- | -------------------------------- |
| Sezon     | Liga (klasa)                                                  | Miejsce          | Puchar Polski szczebel centralny |
| 1956      | B                                                             | 1                | –                                |
| 1957      | A                                                             | 2                | –                                |
| 1958      | III (okręgowa)                                                | 9                | –                                |
| 1959      | A                                                             | 7                | –                                |
| 1960      | A                                                             | 1                | –                                |
| 1960/1961 | III (okręgowa)                                                | 7                | –                                |
| 1961/1962 | III (okręgowa)                                                | 12               | –                                |
| 1962/1963 | A                                                             | 10               | –                                |
| 1963/1964 | A (gr. północna)                                              | 4                | –                                |
| 1964/1965 | A (gr. północna)                                              | 2                | –                                |
| 1965/1966 | A (gr. południowa)                                            | 1                | –                                |
| 1966/1967 | okręgowa                                                      | 4                | –                                |
| 1967/1968 | okręgowa                                                      | 9                | –                                |
| 1968/1969 | okręgowa                                                      | 4                | –                                |
| 1969/1970 | okręgowa                                                      | 11               | –                                |
| 1970/1971 | A (gr. północna)                                              | 1                | –                                |
| 1971/1972 | okręgowa                                                      | 4                | –                                |
| 1972/1973 | okręgowa                                                      | 1                | –                                |
| 1973/1974 | III (okręgowa)                                                | 3                | –                                |
| 1974/1975 | III (wojewódzka)                                              | 4                | –                                |
| 1975/1976 | III (międzywojewódzka)                                        | 5                | –                                |
| 1976/1977 | III centralna (gr. wschodnia)                                 | 7                | –                                |
| 1977/1978 | III centralna (gr. wschodnia)                                 | 13               | –                                |
| 1978/1979 | międzyokręgowa chełmsko-lubelsko-siedlecko-zamojska           | 6                | II runda                         |
| 1979/1980 | międzyokręgowa chełmsko-lubelsko-siedlecko-zamojska           | 2                | II runda                         |
| 1980/1981 | międzyokręgowa chełmsko-zamojska                              | 1                | II runda                         |
| 1981/1982 | międzyokręgowa bialsko-chełmska                               | 2                | –                                |
| 1982/1983 | III centralna (gr. VII)                                       | 7                | I runda                          |
| 1983/1984 | III centralna (gr. VII)                                       | 12               | II runda                         |
| 1984/1985 | międzyokręgowa chełmsko=lubelsko-zamojska                     | 4                | –                                |
| 1985/1986 | międzyokręgowa chełmsko=lubelsko-zamojska                     | 2                | –                                |
| 1986/1987 | III centralna (gr. VII)                                       | 9                | III runda                        |
| 1987/1988 | III centralna (gr. VII)                                       | 8                | –                                |
| 1988/1989 | III centralna (gr. VII)                                       | 14               | II runda                         |
| 1989/1990 | międzywojewódzka bialsko-chełmsko-lubelsko-siedlecko-zamojska | 4                | –                                |
| 1990/1991 | okręgowa chełmsko-lubelska                                    | 5                | –                                |
| 1991/1992 | okręgowa chełmsko-zamojska                                    | 9                | –                                |
| 1992/1993 | III lubelsko-kielecka                                         | 11               | –                                |
| 1993/1994 | III lubelsko-kielecka                                         | 10               | –                                |
| 1994/1995 | III lubelsko-kielecka                                         | 11               | runda wstępna                    |
| 1995/1996 | III centralna (gr. kielecko-lubelska)                         | 10               | I runda                          |
| 1996/1997 | III centralna (gr. kielecko-lubelska)                         | 15               | –                                |
| 1997/1998 | IV (gr. chełmsko-zamojska)                                    | 1                | –                                |
| 1998/1999 | IV (gr. chełmsko-zamojsko-kielecko-tarnobrzeska)              | 16               | –                                |
| 1999/2000 | V (gr. chełmska)                                              | 2                | –                                |
| 2000/2001 | V (gr. chełmska)                                              | 1                | –                                |
| 2001/2002 | IV (gr. lubelska)                                             | 11               | –                                |
| 2002/2003 | IV (gr. lubelska)                                             | 13               | –                                |
| 2003/2004 | V (gr. chełmska)                                              | 1                | –                                |
| 2004/2005 | IV (gr. lubelska)                                             | 12               | –                                |
| 2005/2006 | IV (gr. lubelska)                                             | 6                | –                                |
| 2006/2007 | IV (gr. lubelska)                                             | 8                | –                                |
| 2007/2008 | IV (gr. lubelska)                                             | 9                | –                                |
| 2008/2009 | IV (gr. lubelska)                                             | 6                | runda przedswstępna              |
| 2009/2010 | IV (gr. lubelska)                                             | 1                | –                                |
| 2010/2011 | III (gr. lubelsko-podkarpacka)                                | 12               | –                                |
| 2011/2012 | III (gr. lubelsko-podkarpacka)                                | 16               | –                                |
| 2012/2013 | III (gr. lubelsko-podkarpacka)                                | 12               | –                                |
| 2013/2014 | III (gr. lubelsko-podkarpacka)                                | 9                | –                                |
| 2014/2015 | III (gr. lubelsko-podkarpacka)                                | 7                | –                                |
| 2015/2016 | III (gr. lubelsko-podkarpacka)                                | 10               | runda wstępna                    |
| 2016/2017 | IV (gr. lubelska)                                             | 1                | runda wstępna                    |
| 2017/2018 | III (gr. IV)                                                  | 4                | I runda                          |
| 2018/2019 | III (gr. IV)                                                  | 12               | –                                |
| 2019/2020 | III (gr. IV)                                                  | 17               | 1/16 finału                      |
| 2020/2021 | III (gr. IV)                                                  | 2                | –                                |
| 2021/2022 | III (gr. IV)                                                  | 2                | –                                |
| 2022/2023 | III (gr. IV)                                                  | 12               | I runda                          |
| 2023/2024 | III (gr. IV)                                                  | 7                | –                                |
| 2024/2025 | III (gr. IV)                                                  | 9                | –                                |

### Puchar Polski na szczeblu centralnym
| Runda    | Przeciwnik     | Wynik     |
| -------- | -------------- | --------- |
| I runda  | Stal Nowa Dęba | 1:0 (0:0) |
| II runda | Avia Świdnik   | 0:5 (0:2) |

| Runda    | Przeciwnik    | Wynik                 |
| -------- | ------------- | --------------------- |
| I runda  | Stal Rzeszów  | 0:0 (do. 0:0, k. 6:5) |
| II runda | Piast Gliwice | 0:0 (do. 0:0, k. 5:6) |

| Runda    | Przeciwnik        | Wynik     |
| -------- | ----------------- | --------- |
| I runda  | Start Radom       | 1:4 (1:1) |
| II runda | Raków Częstochowa | 2:4 (0:1) |

| Runda   | Przeciwnik  | Wynik |
| ------- | ----------- | ----- |
| I runda | Bug Wyszków | 4:2   |

| Runda    | Przeciwnik    | Wynik     |
| -------- | ------------- | --------- |
| I runda  | Broń II Radom | 1:2 (1:2) |
| II runda | Motor Lublin  | 1:3 (0:2) |

| Runda     | Przeciwnik      | Wynik     |
| --------- | --------------- | --------- |
| I runda   | Hetman Zamość   | 2:0 (1:0) |
| II runda  | Igloopol Dębica | 3:2       |
| III runda | Broń Radom      | 1:4 (0:2) |

| Runda    | Przeciwnik      | Wynik |
| -------- | --------------- | ----- |
| I runda  | Stal Kraśnik    | 2:1   |
| II runda | Błękitni Kielce | 0:3   |

| Runda   | Przeciwnik                      | Wynik          |
| ------- | ------------------------------- | -------------- |
| wstępna | AZS AWF Rolimpex Biała Podlaska | 3:4 (2:2, 2:0) |

| Runda   | Przeciwnik                             | Wynik     |
| ------- | -------------------------------------- | --------- |
| I runda | AZS Podlasie Just Amico Biała Podlaska | 3:0 (2:0) |

| Runda        | Przeciwnik                   | Wynik |
| ------------ | ---------------------------- | ----- |
| przedwstępna | KSZO Ostrowiec Świętokrzyski | 2:3   |

| Runda   | Przeciwnik        | Wynik |
| ------- | ----------------- | ----- |
| wstępna | Siarka Tarnobrzeg | 0:1   |

| Runda   | Przeciwnik      | Wynik |
| ------- | --------------- | ----- |
| wstępna | Olimpia Zambrów | 1:3   |

| Runda   | Przeciwnik         | Wynik |
| ------- | ------------------ | ----- |
| wstępna | Rozwój Katowice    | 1:0   |
| I runda | Zagłębie Sosnowiec | 0:3   |

| Runda       | Przeciwnik     | Wynik        |
| ----------- | -------------- | ------------ |
| I runda     | Znicz Pruszków | 3:3 (k. 5:4) |
| 1/16 finału | Lechia Gdańsk  | 0:2          |

| Runda   | Przeciwnik           | Wynik |
| ------- | -------------------- | ----- |
| I runda | Rekord Bielsko-Biała | 0:3   |

## Kadra w sezonie 2023/2024
Stan na 21 listopada 2023
| Nr | Poz. | Piłkarz                                             |
| -- | ---- | --------------------------------------------------- |
| 1  | BR   | Jakub Grzywaczewski                                 |
| 33 | BR   | Sebastian Ciołek                                    |
| 6  | OB   | Piotr Piekarski                                     |
| 25 | OB   | Kacper Wiatrak (wypożyczony z Radomiaka Radom)      |
| 28 | OB   | Vladyslav Bobrov                                    |
| 19 | OB   | Karol Pendel                                        |
| 34 | OB   | Bartosz Płocki (wypożyczony z Legii Warszawy (U19)) |
| 21 | OB   | Piotr Groborz                                       |
| 16 | OB   | Paweł Ofiara                                        |
| 8  | PO   | Dominik Stępień (wypożyczony z Radomiaka Radom)     |
| 30 | PO   | Jakub Bednara                                       |

| Nr | Poz. | Piłkarz             |
| -- | ---- | ------------------- |
| 90 | PO   | Daniel Mazurek      |
| 9  | PO   | Krystian Mroczek    |
| 14 | PO   | Michał Kobiałka     |
| 3  | PO   | Paweł Perdun        |
| 7  | PO   | Adam Nowak          |
| 10 | PO   | Krystian Wójcik     |
| 20 | PO   | Oleg Marchuk        |
| 18 | NA   | Bartłomiej Korbecki |
| 77 | NA   | Jakub Karbownik     |
| 11 | NA   | Jakub Knap          |
| 22 | NA   | Oliwier Konojacki   |

## Sukcesy
- 7. miejsce w III lidze - 1976/77, 1982/83
- 1/16 finału Pucharu Polski - 2019/20